# Alta Gracia
Pour les articles homonymes, voir Altagracia.
Alta Gracia est une ville de la province de Córdoba, en Argentine, et le chef-lieu du département de Santa María.
Elle est située à 39 km au sud-ouest de la capitale provinciale, Córdoba.
Sa population s'élevait à 42 538 habitants en 2001 et de 48 176 habitants en 2010.

## Personnalités liées à la ville
- Che Guevara y passa une partie de son enfance.

- Manuel de Falla y est décédé en 1946[1].